# Lejemorderen
Lejemorderen er en amerikansk film fra 1990 af Dennis Hopper og Alan Smithee.

## Medvirkende
- Jodie Foster som Anne Benton
- Dennis Hopper som Milo
- Dean Stockwell som John Luponi
- Joe Pesci som Leo Carelli
- John Turturro som Pinella
- Fred Ward som Pauling
- Vincent Price som Mr. Avoca
- Julie Adams som Martha